# Duško Popov
Dušan "Duško" Popov (serbiska: Душан "Душко" Попов) född 10 juli 1912 i Titel i dåvarande Österrike-Ungern, död 10 augusti 1981 i Opio i södra Frankrike, var en dubbelagent; under kodnamnet "Tricycle" hos brittisk underrättelsetjänst och hos Abwehr med kodnamnet "Ivan", som arbetade för brittisk underrättelsetjänst under andra världskriget. Ian Fleming uppgav senare att Popov varit inspirationskälla för karaktären James Bond.

## Bakgrund
Popov som växt upp i Dubrovnik; Kroatien (dåvarande Jugoslavien), i en rik serbisk familj och som under en tid studerat vid Universitetet i Freiburg i Tyskland, rekryterades 1940 av den tyska militära underrättelsetjänsten Abwehr. När han till följd av sina i grunden antinazistiska sympatier vände sig till den brittiska ambassaden i Belgrad, blev han rekryterad av det brittiska underrättelseorganet MI5. Efter rekryteringen som dubbelagent var det Popovs uppgift att vilseleda den tyska underrättelsetjänsten, med hjälp av uppgifter som han försågs med av britterna. Hans täcknamn inom MI5 var "Tricycle", medan han inom Abwehr var känd som "Ivan".

## Ian Fleming
Författaren Ian Fleming arbetade under kriget för den brittiska flottans underrättelsetjänst. En av hans arbetsuppgifter hade varit att på avstånd övervaka kontakterna mellan Popov och hans tyska kontakter i Lissabon. I Lissabon verkade till att börja med en annan av de brittiska dubbelagenterna under kriget, spanjoren/katalanen Joan Pujol Garcia (kodnamn "Garbo"). Fleming uppgav senare, när realismen hos hans fiktiva agentfigur James Bond ifrågasattes, att den verkligen var baserad på en brittisk agent under kriget, en som burit täcknamet "Tricycle". Flemings observationer av Popov vid spelbordet på ett kasino där kontakterna med Abwehr pågick, utgjorde inspiration för romanen Casino Royale.

## Pearl Harbor

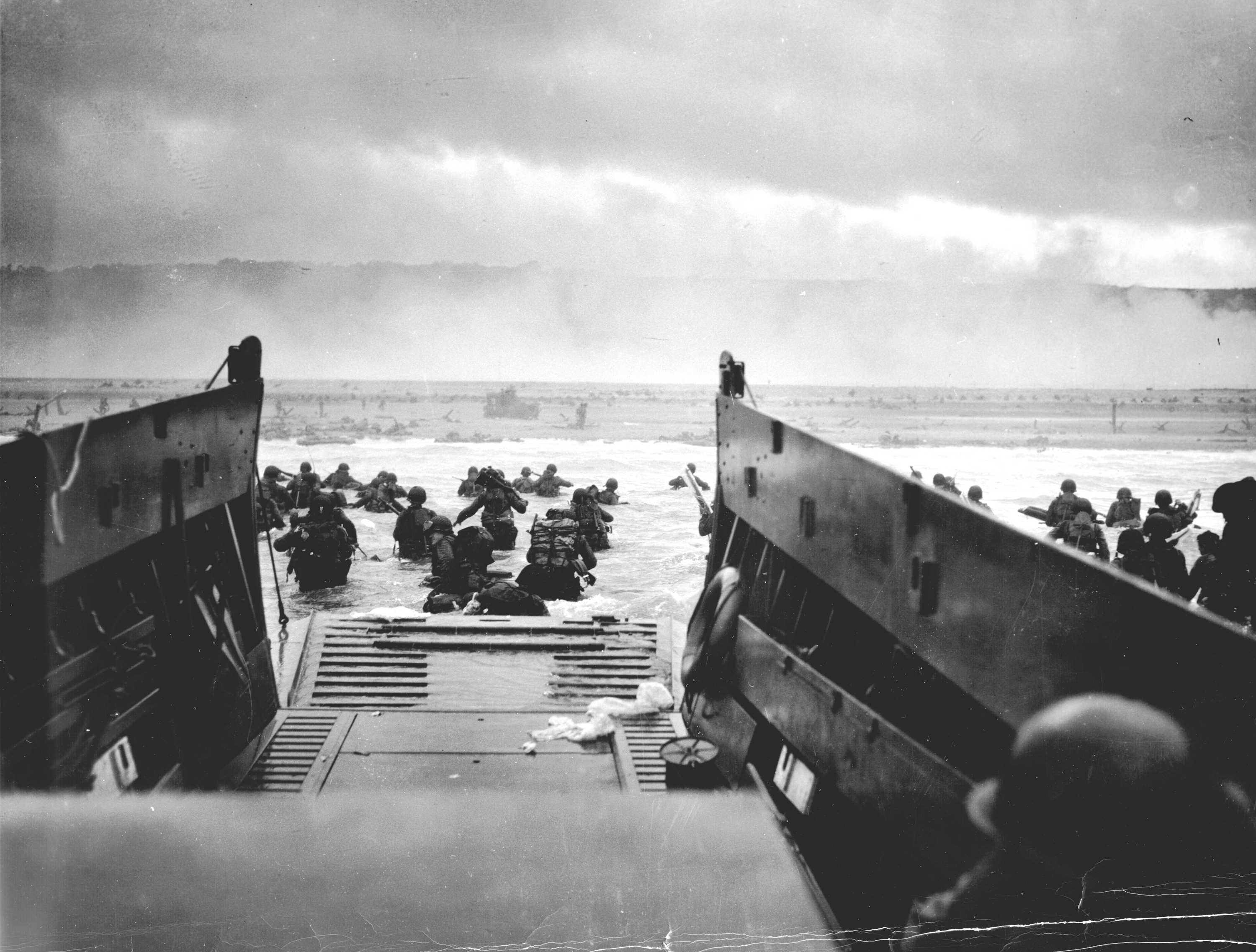
Popov bidrog till att avleda den tyska underrättelsetjänstens uppmärksamhet från landstigningen i Normandie på Dagen D, den 6 juni 1944.

Popov försökte så tidigt som den 12 augusti 1941 förvarna den amerikanska säkerhetstjänsten FBI om en förestående japansk aktion riktad mot flottbasen Pearl Harbor. Uppgifterna byggde Popov på information som han fått från sina tyska uppdragsgivare, men han misslyckades med att övertyga kontakterna hos FBI om riktigheten i informationen. Ett möte med J. Edgar Hoover, chefen för FBI, ledde till att det blev omöjligt för Popov att verka i USA. Den kritik som riktas mot Hoover i Popovs självbiografi blottlade även misslyckandet i FBI:s agerande att på ett effektivt sätt förutsäga attacken mot Pearl Harbor den 7 december 1941. Detta ledde till försök att stoppa den från publicering, på grund av att den innehöll skyddsklassade uppgifter.
Under 1944 arbetade Popov med Operation Fortitude som syftade till att avleda den tyska underrättelsetjänstens uppmärksamhet mot något helt annat än de allierades förberedelser för den kommande landstigningen i Normandie på Dagen D, den 6 juni 1944.

## Efter kriget
Efter kriget erhöll Popov förutom Brittiska Imperieorden även brittiskt medborgarskap och bosatte sig i Frankrike. I andra giftermålet gifte han sig med en svensk kvinna, Jill Jonsson. Hans familj tycks inte ha haft någon kännedom om hans roll som agent under kriget innan hans självbiografi Spy, Counterspy publicerades 1974.. Vid sin död hade han tre söner.